# 波濤を越える渡り鳥
『波濤を越える渡り鳥』（はとうをこえるわたりどり）は、1961年1月3日に公開された日本の映画である。監督は齋藤武市。主演は小林旭。日活制作。

## 概要
シリーズ第6作で、初の海外ロケを行なっている。タイのバンコクを舞台に、戦時中に日本軍が埋めた貴金属を巡って、渡り鳥こと滝伸次や殺し屋ラオスの虎が対決する娯楽活劇アクション。

## キャスト
- 滝伸次：小林旭
- ラオスの虎：宍戸錠
- 松本則子：浅丘ルリ子
- リー・ペンチュン：金子信雄
- ソンタヤ：白木マリ(白木万理)
- 松本丈二：小高雄二
- ヴァン・ジェラール：藤村有弘
- ロチャ・ナ・ブリ：清水将夫
- 南条：近藤宏
- 美代子：南寿美子
- 勝：深江章喜
- チャルン：木浦佑三
- 滝伸次の母：小園蓉子
- 滝伸次の父：伊藤寿章(澤村昌之助)
- 金田：瀬山孝司
- ロチャ・ナ・ブリの屋敷の執事：阪井幸一朗
- バー『メナム』のバーテン：光沢でんすけ(光でんすけ)
- リーの子分でラオスの仲間：沢美鶴、小柴隆(小柴尋詩)、黒田剛、倉田栄三
- 少年時代の滝伸次：江木俊夫、亀谷雅敬
- タイ国際航空のスチュワーデス：夏今日子
- ロチャ・ナ・ブリの屋敷で踊るバンコックの舞踊団：三橋蓮子舞踊団
- 技斗：高瀬将敏

## スタッフ
- 監督 ： 齋藤武市
- 脚本 ： 山崎巌
- 企画 ： 児井英生
- 原作 ： 原健三郎
- 音楽 ： 小杉太一郎

## 同時上映
『大出世物語』
- 原作：源氏鶏太 / 脚本：三木克巳 / 監督：阿部豊 / 主演：小沢昭一